# 苏振华
苏振华（1912年6月2日—1979年2月7日），原名蘇七生，湖南省平江县三墩乡人，中国共产党、中华人民共和国政治人物，原副国级领导人。曾任中共中央政治局委员，中共上海市委第一书记，中共贵州省委书记，中國人民解放軍海軍第一政治委员。中国人民解放军海军上将军衔。
第一次国共内战时期，苏振华历任红五军任排长、连政治委员、团党总支书记、师经理处政治委员、红五师第十三团政治委员、红三军团十二团政委，参加长征。抗日战争时期，历任抗日军政大学大队长、中共中央平原分局党校校长、一一五师三四三旅政委兼鲁西军区政委、冀鲁豫军区政委等职。第二次国共内战时期，历任晋冀鲁豫野战军第一纵队政委、第二野战军五兵团政委。中华人民共和国成立后，任中共贵州省委书记，海军副政委兼政治部主任、政治委員,中央军委常委、副秘书长，海軍第一副司令员、第一政委、中共上海市委第一书记等职。

## 生平

### 早期经历
苏振华1926年参加儿童团，1927年参加少年先锋队，1928年参加平江扑城暴动。1929年参加游击队，8月加入中国共产主义青年团。1930年6月参加中国工农红军，曾被选为红三军团连队士兵委员会委员长，参加过长沙战鬥。同年11月转入中国共产党。
1931年起，苏振华在红五军任排长、连政治委员、团党总支书记、师经理处政治委员、红五师第十三团政治委员等职。曾参加中央苏区历次反围剿战争，被授予三等红星奖章。1934年10月，苏振华参加长征，任红4师第12团政治处主任，率部参加攻克土城、娄山关、遵义城等战斗。在长征途中，他和十二团政委钟赤兵带领该团一举攻占娄山关口，钟赤兵负重伤后接任团政委，和团长谢嵩一道指挥部队击退敌人，突入遵义城。到陕北后，参加直罗镇战役、东征战役。1936年6月，入红军大学第一期第一科学习。1937年1月起，苏振华任抗日军政大学任第2、第1大队大队长。

### 抗日战争时期
抗日战争爆发后，任抗日军政大学大队长。1939年7月，随罗瑞卿到华北抗日根据地。1940年5月，苏振华任八路军115师343旅（后为教导第3旅）兼鲁西军区政治委员。1941年初，苏振华与杨勇率教导第3旅运用围点打援的战法，取得潘溪渡战斗的胜利，继又挫败了日军对鲁西区的扫荡。1941年5月，任八路军第2纵队兼冀鲁豫军区政治委员，开展敌后平原游击战争，多次挫败日军扫荡，扩大根据地。1944年5月，苏振华任新的冀鲁豫军区副政治委员兼中共中央平原分局党校校长。

### 第二次国共内战时期
抗日战争胜利后，任晋冀鲁豫野战军第1纵队政治委员，与杨得志率部参加邯郸战役。12月，中共中央为了和国民政府争夺东北，电令杨得志、苏振华率晋冀鲁豫1纵北上，到达热河后被留下。1946年，苏振华与杨得志率一纵参加了保卫晋察冀边区主要城市承德的战役，但失利。同年12月，苏振华率一纵南下归建晋冀鲁豫军区。
1947年，第一纵队与第七纵队合编，组建新的第一纵队，苏振华任政治委员。1947年4月，率部参加豫北战役。其后，在鲁西南战役中，一纵突破国军黄河防线，一举攻克郓城。尔后，率部参加进军大别山，组织指挥高山铺战役。1948年，率军与国军战斗于北向店，完成掩护友军南下桐柏山的任务。5月参加宛东战役。6—7月，在豫东战役中，连续3次狙击国军胡琏、吴绍周兵团北援，歼灭7,000多人。淮海战役开始后，苏振华与杨勇先在张公店地区歼灭国军181师5,000余人，俘虏师长米文和；之后参加双堆集战役，俘吴绍周等将官9人。
1949年2月，苏振华任第二野战军第5兵团政治委员，参加渡江战役，攻占衢州、景德镇、上饶等20余座城镇。11月进军西南，占领贵州后，任贵州军区司令员兼政委、中共贵州省委书记（至1954年12月）。

### 中华人民共和国成立后
1954年5月，苏振华任海军副政委兼政治部主任。1955年，被授予中国人民解放军海军上将军衔，获二级八一勋章、一级独立自由勋章、一级解放勋章。1957年2月任海军政委。1958年，他率团出国购买、引进海军装备。后领导建立海军科学研究基础和比较完整的造船工业体系。他主持组建了6个海军专业研究所，并设立海军科学技术研究部。1959年9月任中共中央军委副秘书长。「文化大革命」中，蘇振華被宣布为“三反分子”、“鄧小平安在海军的定时炸弹”，受到殘酷迫害。
1972年5月，苏振华復出，出任海軍第一副司令员，1973年3月改任海军第一政治委员。1974年2月，参与指挥西沙海战。1975年2月，任中央军委常委。在批邓、反击右倾翻案风中，苏振华攻击邓小平“五毒俱全”。1976年“粉碎四人帮”政变中，与耿飚等受华国锋、叶剑英指派连夜接管了控制的新华社、广播电台、电视台、人民日报社等宣传机构。为防止“四人帮”在上海的余党策划叛乱，10月，中共中央派他任中共上海市委第一书记、市革委会主任，与倪志福、彭冲到上海主持工作。从此成为华国锋在军中最重要和最有分量的铁杆支持者。1977年8月当选中共中央政治局委员。
1978年3月，南海舰队主力舰160号导弹驱逐舰爆炸，不久沉没。鄧小平借此重大事故对苏振华严厉指责，“严肃地批评海军党委第一书记苏振华麻木不仁”，苏振华对此严重不满。4月12日，苏振华到华国锋处长谈5小时，华国锋表示要到大连检阅海军，对苏振华予以支持。因叶剑英到广州休息，苏振华得以背着叶剑英、邓小平等擅自调动军队，对叶剑英、邓小平等是大忌。后来，海军司令员肖劲光、参谋长杨国宇将此事报告中央军委秘书长罗瑞卿，罗当即请示鄧小平，“在叶剑英的大力追查下”，制止在大连举行海军大检阅。
苏振华是中共第八届中央候补委员、第十、十一屆中央委員、第十届中央政治局候补委员、第十一届中央政治局委员。1979年2月7日，因突发心包膜破裂在北京猝然逝世，骨灰根据遗愿，撒入大海。天安门广场、新华门、外交部下半旗。

## 家庭
- 第一任夫人孟玮：由罗瑞卿夫妇介绍1939年结婚，生子女六个。1957年因思念原来的情人而离婚。二人有子苏承德、苏柏楠、苏大建、苏承军、苏承业、苏燕燕；
- 第二任夫人陆迪伦：湖南人。海军文工团演员，在电影《红珊瑚》中扮演过角色。1960年结婚，二人有子苏陆一、苏陆二[20]。